# Kazan Ansat
El Kazan Ansat es un helicóptero ruso ligero multipropósito fabricado por Kazan Helicopters. Tiene capacidad para 10 pasajeros.

## Desarrollo
Kazan Helicopters, en Kazán, Tatarstan, Rusia, ha sido uno de los mejores fabricantes de helicópteros rusos fundada por el diseñador Mijaíl Mil. En la década de 1990 la empresa desarrolla un nuevo modelo de helicóptero ligero para Rusia, ya que el modelo Mi-2 de helicóptero ligero existente tenía una prestación y funciones operacionales que habían quedado obsoletas. 
El Mi-2 era el helicóptero ligero usado a gran escala en la URSS, a pesar de ser más grande que los helicópteros occidentales ligeros. Al principio, Kazan Helicopters quería desarrollar un helicóptero basado en el núcleo del AS350 Ecureuil en colaboración con Eurocopter, pero las negociaciones fracasaron.
Por ello en 1993 Kazan Helicopters organizó su propia oficina de diseño, con el fin de crear un nuevo helicóptero. El helicóptero fue nombrado Ansat (que significa "fácil" en idioma tártaro).
En 1998, se terminó el primer prototipo para pruebas estáticas en tierra. El segundo prototipo (N.º 02, luego 902) voló por primera vez el 17 de agosto de 1999, aunque el primer vuelo oficial se realizó el 6 de octubre de 1999. Estaba propulsado por dos motores Pratt & Whitney Canada PW 206. Otro prototipo, con un fuselaje más largo y más delgado y propulsado por dos motores PW207K, voló el 27 de diciembre de 2001 (N.º 03, luego 904). [cita requerida] Desde 2002 están en proceso de certificación. El tercer prototipo introdujo puertas de apertura en concha para la cabina, con mecanismos que las dirigen hacia arriba y hacia abajo, en vez de correderas. [cita requerida] Fue ofrecido como variante entrenador para el modelo Ansat-U, variante militar con doble mando y concebida para el rol de entrenador.
En septiembre de 2001, el Ansat-U ganó un concurso para un modelo de helicóptero de entrenamiento para la Fuerza Aérea de Rusia. En 2010, cuatro unidades ya estaban en servicio en la Escuela Militar de Formación de la Fuerza Aérea de Cadetes piloto Syzran. Posteriormente, se ha previsto que otros 20 aparatos sean entregados, pero éstos deben ser equipados con turbinas MotorSich MS-500V, en sustitución de los turboimpulsores Pratt & Whitney que se montaron en los primeros Ansat de preproducción. El modelo Ansat-UT consiste en un casco que va equipado con trenes de aterrizaje en vez de ruedas de triciclo fijas o de patines. Es ofrecido por Kazan Helicopters para el mercado ruso y extranjero y la Fuerza Aérea de Rusia. Su precio estimado es de aproximadamente US$ 7 millones. [cita requerida]

## Diseño
El Ansat es de diseño clásico. Su capacidad es de diez pasajeros, con dos asientos para los pilotos, pudiendo operar con un solo piloto. El fuselaje tiene un par de puertas en la cabina del piloto, y un par destinadas para abrir hacia arriba y/o hacia abajo en el compartimiento de transporte. Quitando los asientos, puede llevar hasta 1000 kg de carga en el interior. El gancho externo puede portar hasta 1300 kg de carga. El aparato es impulsado por dos motores turboeje Pratt & Whitney PW207K, que producen 630 caballos de vapor (463 kW) cada uno. Cuenta con un rotor principal de cuatro palas y un rotor de cola de dos aspas.

## Ventas
El Ministerio de Defensa ruso hizo un pedido de ocho helicópteros militares Ansat-U en 2009–2010, convirtiéndose en el cliente de lanzamiento inicial de la variante. El 1 de marzo de 2011, ordenó 32 helicópteros Ansat-U adicionales. En virtud de un tercer contrato firmado el 5 de junio de 2017, se ordenaron diez helicópteros Ansat-U más. La Fuerza Aérea Rusa recibió el último lote de helicópteros Ansat-U el 20 de diciembre de 2017. Todos los helicópteros Ansat de la Fuerza Aérea Rusa son operados por la Escuela Superior de Aviación Militar Syzran, una rama de la Academia de la Fuerza Aérea Zhukovsky - Gagarin.
El 22 de mayo de 2015, durante la VIII Exposición Internacional de la Industria de Helicópteros HeliRussia 2015, Russian Helicopters firmó dos contratos para el suministro de cinco helicópteros Ansat de pasajeros. Tres de estos helicópteros serán entregados a la aerolínea de Tatarstán Tulpar Helicopters y dos a la compañía Vector Aviation.
El 27 de diciembre de 2016, Russian Helicopters y State Transport Leasing Company (GTLK) acordaron el suministro de seis helicópteros Ansat equipados con módulos médicos. GTLK ordenó 31 helicópteros médicos adicionales, incluidos 12 Ansat el 6 de diciembre de 2017. Las entregas de este último se completaron en 2018. Estos helicópteros son operados por la compañía rusa Helicopter Systems como transportes de servicios médicos de emergencia.

## Operadores
Rusia
- Fuerzas aeroespaciales rusas[8]
- Ministerio de Situaciones de Emergencia[9]
- Tulpar Helicopters[4]
- Vector Aviation[4]
- Russian Helicopter Systems[6]
- Polar Airlines
- Rostec State Corporation
  - Helicópteros rusos
  - Servicio Nacional de Aviación Médica
  - Avia Capital Services LLC

 China
- Ejército Popular de Liberación. En octubre de 2020 encargaron 21 helicópteros Ansat.[10]
- Asociación China de Medicina de Rescate de Emergencias y Desastres

 Eritrea
- Fuerza Aérea de Eritrea

 Bosnia y Herzegovina
- República Srpska
  - Policía de la República Srpska[11]

 México
- Craft Avia Center[12]

## Variantes

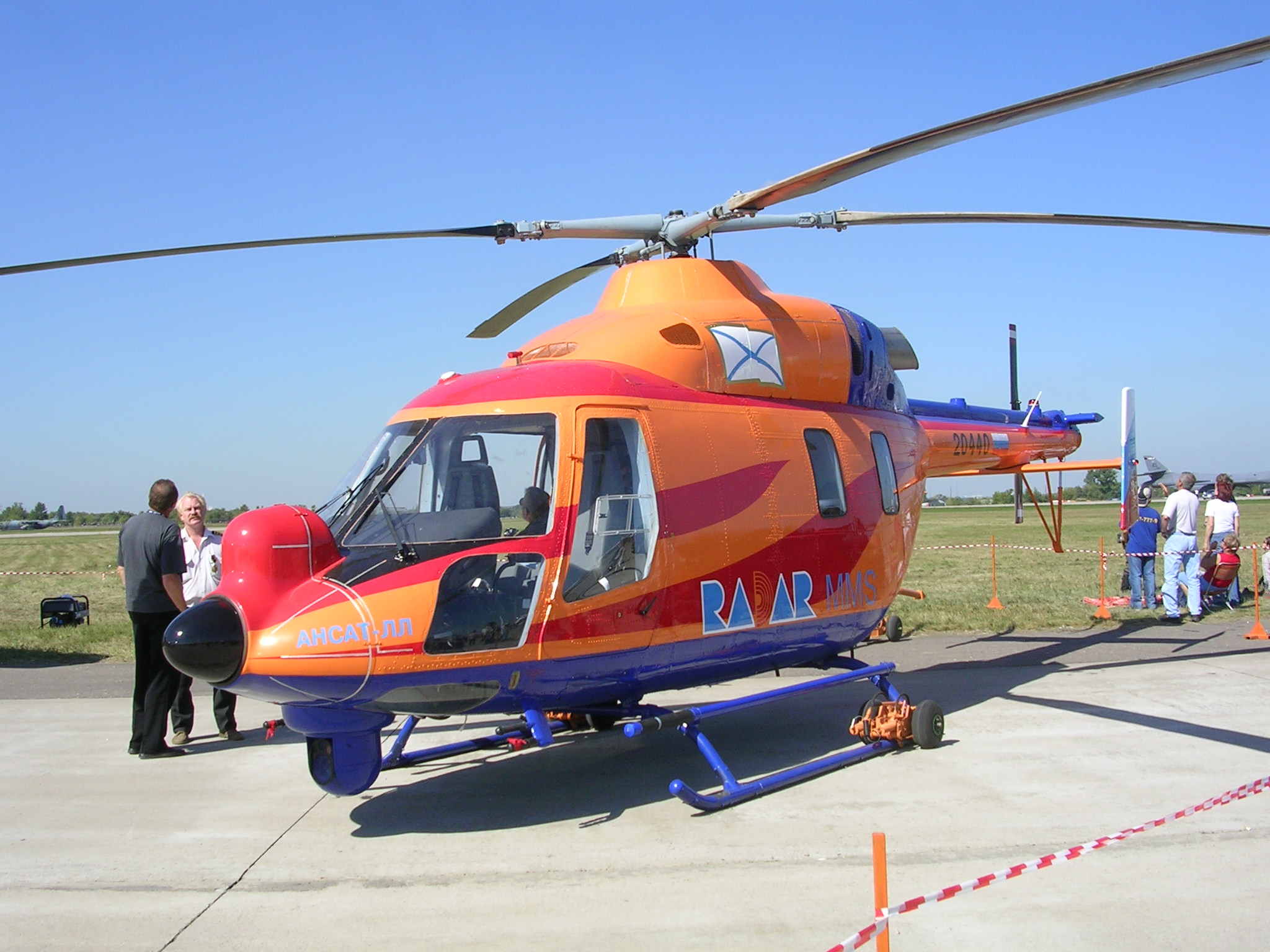
Laboratorio volador Kazan Ansat-O

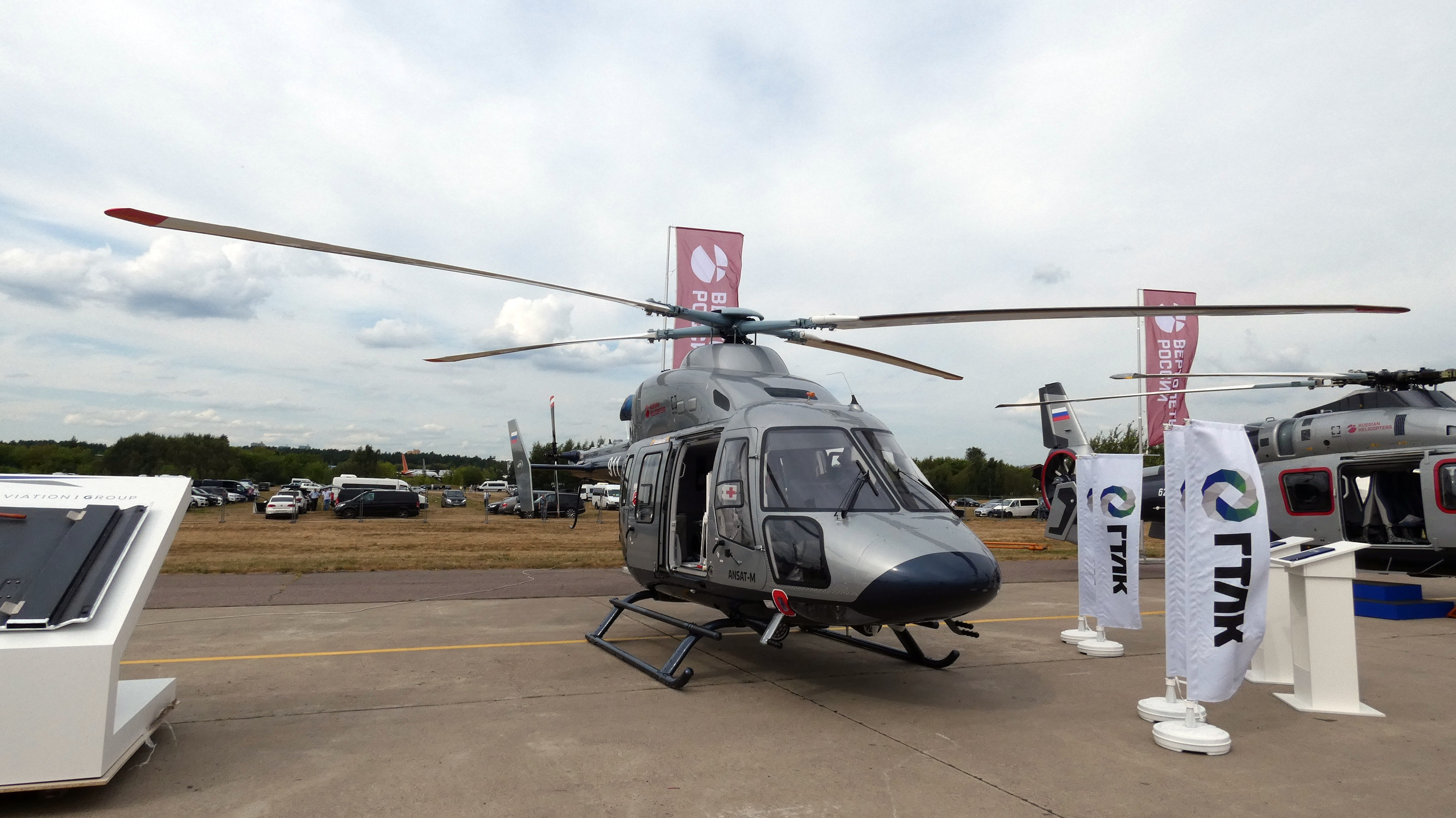
Ansat-M en el MAKS-2021 Airshow

Se han proyectado una serie de variantes para uso civil y militar, tales como:
- Kazan Ansat-M - cuenta con capacidad MEDEVAC, y sería una aeroambulancia con capacidad para dos camillas.
- Kazan Ansat-UM - una versión de evacuación médica militar; con capacidad para 4 camillas.
- Kazan Ansat-2RC - Derivado de la versión civil equipado con una ametralladora de 12,7 mm por encima del soporte deslizante frontal, así como cuatro puntos de anclaje distribuidos en dos alas. La compañía ya ha mostrado el helicóptero que transportaba una mezcla de tubos lanzadores de cohetes, bombas y misiles antiaéreos.[13]

## Especificaciones
Características generales provenientes de Jane's All The World's Aircrafts 2003-2004
- Tripulación: 1 o 2
- Capacidad: 9 o 10 pasajeros o 2 camillas y 3 asistentes
- Longitud: 13,76 m
- Altura: 3,40 m
- Peso en vacío: 1900 kg
- Peso bruto: 3.000 kg
- Peso máximo al despegue: 3.300 kg
- Planta motriz: 2 × Pratt & Whitney Canada PW207K turboeje, 470 kW (630 CV)
- Diámetro del rotor principal: 11,50 m
- Área del rotor principal: 103,87 m²

Rendimiento
- Velocidad máxima: 275 km/h (148 nudos)
- Velocidad de crucero: 250 km/h (155 mph, 135 kn)
- No exceder velocidad de: 285 km/h (154 nudos)
- Alcance: 540 km
- Autonomía: 3 h 20 min
- Techo de vuelo: 4.500 m (14.764 pies)
- Régimen de ascenso: 21,5 m/s